# Леонід Тарентський
Леонід Тарентський (III ст. до н. е.) — давньогрецький поет, один з найобдарованіших ліриків епохи еллінізму, один з найвідоміших грецьких епіграматиків. Народився близько 320 до н. е.. У 272 до н. е. залишив рідне місто Тарент після завоювання його римлянами. Близький до кініків, проводив бродяче життя в нестатках. Помер на батьківщині.
Від творчості Леоніда збереглося близько 100 епіграм у Палатинській антології, одна на папірусі і дві у античних авторів (Стобей), написаних у жанрі нагробних та присвятних написів. У них яких поет відбив життя простих людей, ремісників, рибалок, мисливців, хліборобів, злидарів та їх нужденну працю. На противагу вибраній темі, писав високим, вишуканим стилем, використовуючі маловживані слова та неологізми. В описах природи простежується вплив Аніте.
Леонід вплинув на розвиток жанру епіграми. У його творчості відсутні еротичні і бенкетні мотиви. Він значно вплинув на наступних грецьких епіграматиків. Ним захоплювалися римські поети Проперцій, Вергілій і Овідій, часто користуючись його сюжетами.